# Pyrus redolens
Pyrus redolens là loài thực vật có hoa trong họ Hoa hồng. Loài này được (Ashe) Ashe miêu tả khoa học đầu tiên.